# Jüdischer Friedhof (Stráž u Tachova)
Koordinaten: 49° 40′ 35,4″ N, 12° 46′ 0,1″ O
Der Jüdische Friedhof Stráž u Tachova ist ein jüdischer Friedhof in Stráž u Tachova (deutsch Neustadtl), einer Gemeinde in der Region Plzeňský kraj im Südwesten Böhmens.

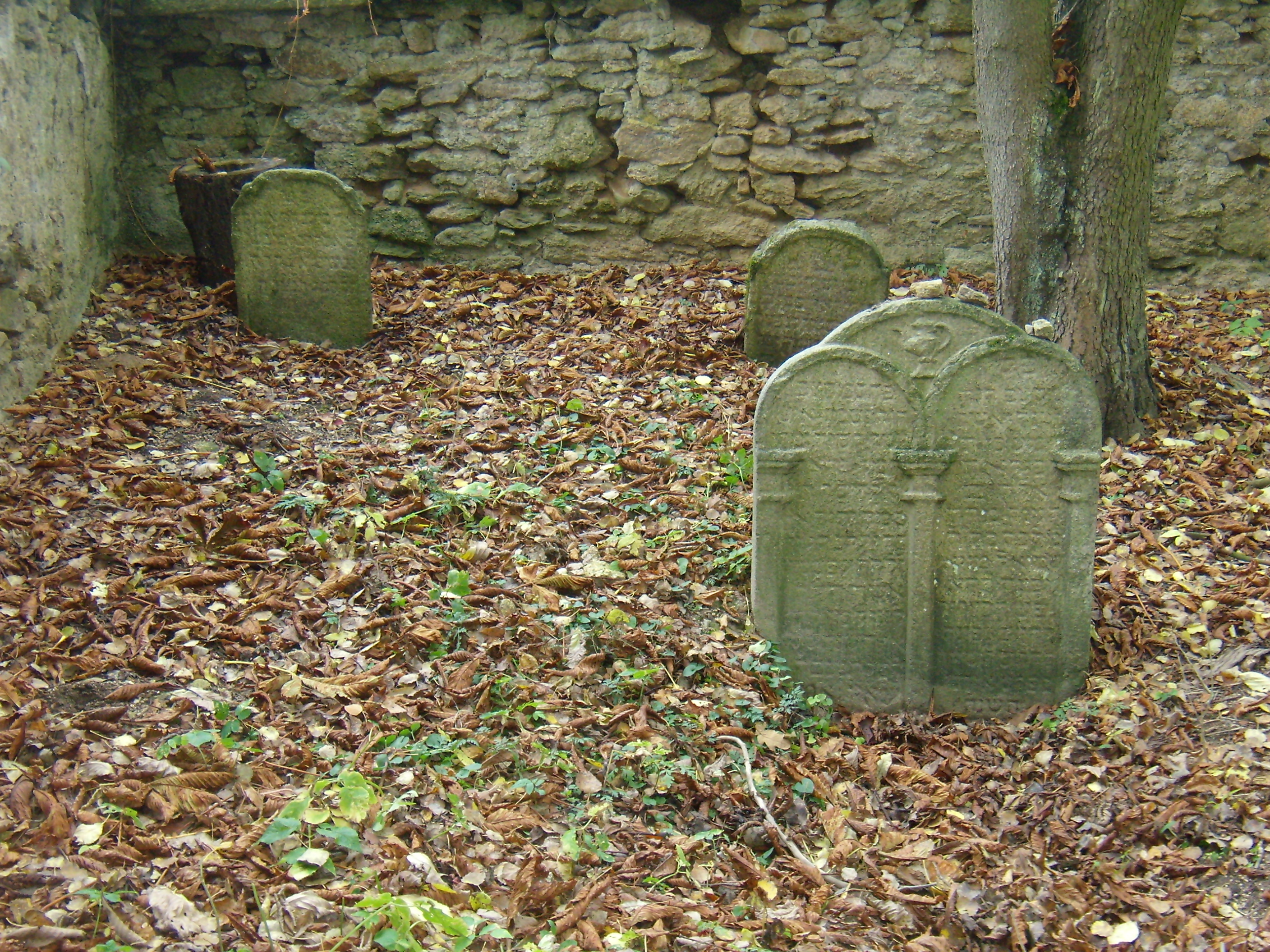
Jüdischer Friedhof in Stráž u Tachova

## Beschreibung
Der jüdische Friedhof Stráž liegt etwa einen Kilometer nordwestlich der Ortschaft auf einem Hügel.
Er hat eigene Grabreihen für Kohanim und Leviten.
Außer Juden aus Stráž wurden dort auch Juden aus den Dörfern der Umgebung von Stráž beerdigt.
Die Grabsteine waren außer mit Doppelhänden und Kannen für die Kohanim und Leviten auch mit Reliefs von Hirsch, Gans, Rose, Wolf und anderen verziert.

## Geschichte
1330 wurde der jüdische Friedhof von Stráž gegründet.
1450 wurde er urkundlich nachgewiesen.
Seine letzte Erweiterung fand im Jahre 1860 statt.
Es gab auf diesem Friedhof Grabsteine aus dem 14. und dem 15. Jahrhundert.
Insgesamt muss es mehr als 1000 Gräber auf ihm gegeben haben.
Durch die Faschisten wurde er verwüstet und ein Großteil der Grabsteine wurde als Baumaterial entwendet.
Auch nach dem Zweiten Weltkrieg verbesserte sich die Situation nicht wesentlich. Während in den 1960er Jahren noch etwa 50 Grabsteine vorhanden waren, waren einige Jahre später nur noch 14 Grabsteine auffindbar.
Im Jahr 2009 wurde der Friedhof von der deutschen Aktion Sühnezeichen gereinigt und es wurden 34 wiedergefundene Grabsteine aufgerichtet.
Heute (2015) stammt der älteste erhaltene Grabstein aus dem Jahr 1579.
Von Stráž nach Souměř führt ein blau markierter Lehrpfad am Friedhof vorbei.